# UFC Fight Night: Covington vs. Woodley
UFC Fight Night: Covington vs. Woodley (conosciuto anche come UFC Fight Night 178 oppure UFC on ESPN+ 36 oppure UFC Vegas 11) è stato un evento di arti marziali miste tenuto dalla Ultimate Fighting Championship il 19 settembre 2020 all'UFC APEX di Las Vegas, negli Stati Uniti d'America.

## Risultati
|                  | Divisione             |                    |                 |                     | Metodo                                       | Round           | Tempo           | Premio          |
| Card Principale  | Card Principale       | Card Principale    | Card Principale | Card Principale     | Card Principale                              | Card Principale | Card Principale | Card Principale |
| ---------------- | --------------------- | ------------------ | --------------- | ------------------- | -------------------------------------------- | --------------- | --------------- | --------------- |
|                  | Pesi welter           | Colby Covington    | batte           | Tyron Woodley       | KO tecnico (infortunio al costato)           | 5               | 1:19            |                 |
|                  | Pesi welter           | Donald Cerrone     | vs.             | Niko Price          | Pareggio maggioritario (29–27, 28–28, 28–28) | 3               | 5:00            |                 |
|                  | Pesi medi             | Khamzat Chimaev    | batte           | Gerald Meerschaert  | KO (pugno)                                   | 1               | 0:17            | POTN            |
|                  | Pesi mediomassimi     | Johnny Walker      | batte           | Ryan Spann          | KO (gomitate e pugni)                        | 1               | 2:43            |                 |
|                  | Pesi paglia femminili | Mackenzie Dern     | batte           | Randa Markos        | Sottomissione (armbar)                       | 1               | 3:44            | POTN            |
|                  | Pesi medi             | Kevin Holland      | batte           | Darren Stewart      | Decisione non unanime (28–29, 29–28, 29–28)  | 3               | 5:00            |                 |
| Card Preliminare |                       |                    |                 |                     |                                              |                 |                 |                 |
|                  | Pesi mosca            | David Dvořák       | batte           | Jordan Espinosa     | Decisione unanime (30–27, 30–27, 30–27)      | 3               | 5:00            |                 |
|                  | Pesi piuma            | Damon Jackson      | batte           | Mirsad Bektić       | Decisione unanime (30–27, 30–27, 30–27)      | 3               | 5:00            | POTN            |
|                  | Pesi mosca femminili  | Mayra Bueno Silva  | batte           | Mara Romero Borella | Sottomissione (armbar)                       | 1               | 2:29            |                 |
|                  | Pesi gallo femminili  | Jessica-Rose Clark | batte           | Sarah Alpar         | KO tecnico (pugno e ginocchiata)             | 3               | 4:21            |                 |
|                  | Pesi piuma            | Darrick Minner     | batte           | T.J. Laramie        | Sottomissione (guillotine choke)             | 1               | 0:52            |                 |
|                  | Pesi gallo            | Randy Costa        | batte           | Journey Newson      | KO (calcio alla testa)                       | 1               | 0:41            | POTN            |
|                  | Pesi gallo            | Andre Ewell        | batte           | Irwin Rivera        | Decisione non unanime (29–28, 28–29, 29–28)  | 3               | 5:00            |                 |
|                  | Pesi gallo            | Tyson Nam          | batte           | Jerome Rivera       | KO tecnico (pugni)                           | 2               | 0:34            |                 |

## Premi
I lottatori premiati ricevettero un bonus di 50.000 dollari.
Legenda:
- FOTN: Fight of the Night (vengono premiati entrambi gli atleti per il miglior incontro dell'evento)
- POTN: Performance of the Night (viene premiato il vincitore per la migliore performance dell'evento)